# Katarina Pavlovna av Ryssland

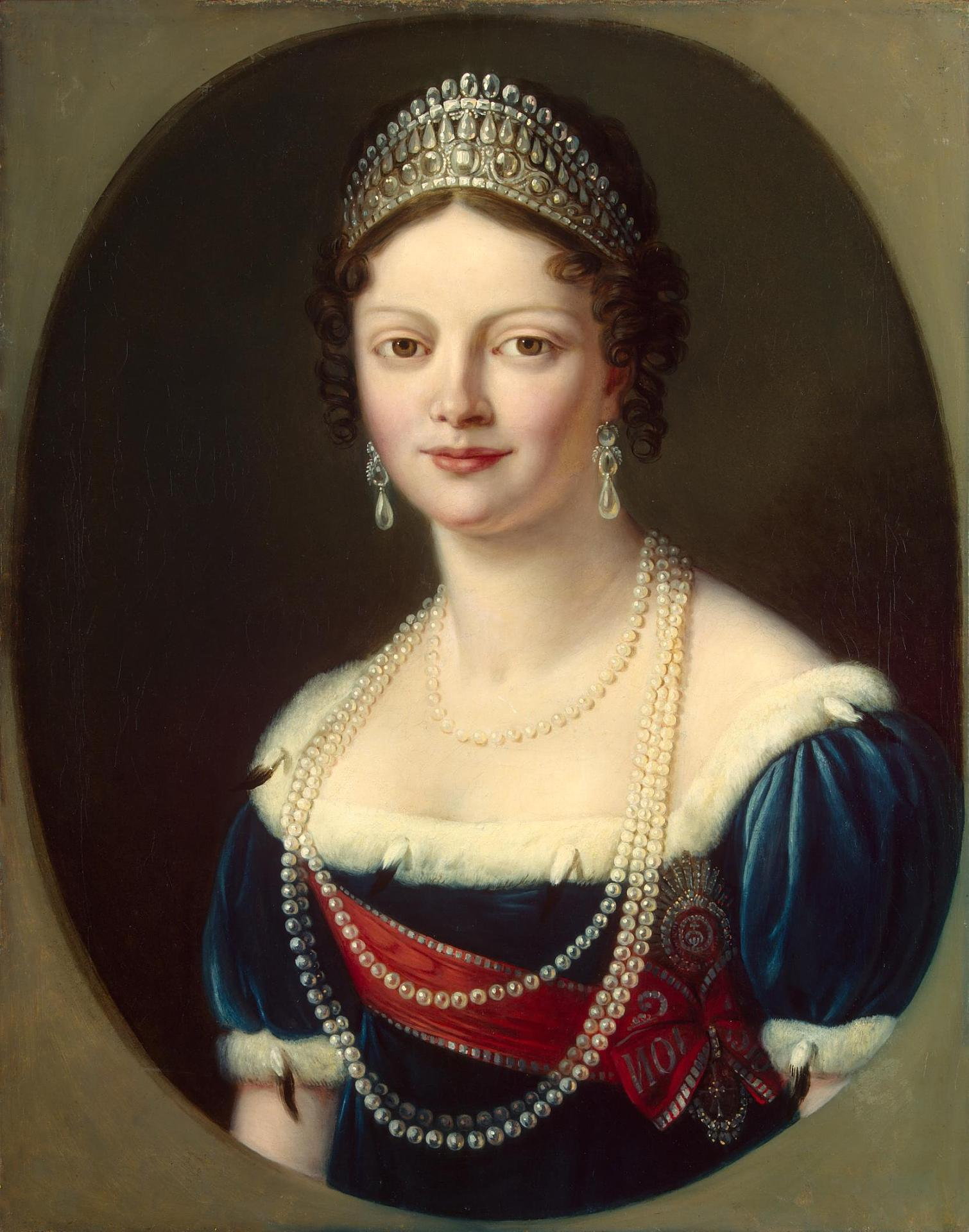
Katarina Pavlovna av Ryssland

Katarina Pavlovna Romanova av Ryssland, född 10 maj 1788 i Tsarskoje Selo, Sankt Petersburg, Kejsardömet Ryssland, död 9 januari 1819 i Stuttgart, var en drottning av Württemberg och en rysk prinsessa (storfurstinna).
Hon var dotter till tsar Paul I av Ryssland, och Maria Fjodorovna (Sofia Dorotea av Württemberg) och syster till tsar Alexander I av Ryssland och tsar Nikolaj I av Ryssland. Gift 1:a gången 1809 med Georg av Oldenburg (d. 1812), gift 2:a gången 1816 med kung Vilhelm I av Württemberg.

## Biografi
Katarina fick en god utbildning och hade kontakt med flera samtida författare. Hon hade en nära relation till sin bror tsar Alexander och beskrevs som en av de få personer han älskade villkorslöst; hon var också sin mors favorit. Katarina beskrivs som vacker och levnadsglad.  År 1809 förekom antydningar om att Napoleon ville gifta sig med henne, och hennes äktenskap blev då snabbt arrangerat av hennes mor för att undvika det.
Hennes första make ansågs inte vacker, men hon ska ha tyckt bra om honom. Paret bodde i Tver, där maken blivit utsedd till generalguvernör, och hon förde där ett hovliv med baler och galamiddagar som kopierats av levnadsstilen vid det ryska hovet. Hon uppmanade här Nikolaj Karamzin att författa sitt stora historiska verk om Rysslands historia. Hon stödde 1812 idén att sammankalla en nationell milis och skapade ett eget regemente som deltog vid de följande kriget mot Napoleon. Samma år hade en grupp kuppmakare ambitionen att störta tsaren till hennes förmån och förklara henne som kejsarinnan Katarina III. Det lyckades dock inte. Hon blev änka 1812.
Hon åtföljde under 1813-1815 sin bror till Wienkongressen och sedan till England för att möta prinsregenten, och agerade då som broderns politiska rådgivare. I London förälskade hon sig i den gifte kronprins Wilhelm av Württemberg; förälskelsen var ömsesidig, och Wilhelm tog ut skilsmässa från sin dåvarande maka för att gifta sig med henne. Paret gifte sig 1816, och hon blev drottning samma år. Som drottning grundade hon flera institutioner till hjälp för allmänheten i Württemberg, bland annat till stöd för elementär utbildning och till hjälp under svälten 1816.
Katarina avled av erysipelas i kombination med lunginflammation. Maken lät uppföra Württemberg Mausoleum i Rotenberg, Stuttgart, till hennes minne.